# Tadeusz Berka
Tadeusz Berka (ur. 12 maja 1946) – polski działacz samorządowy i menedżer, w latach 1986–1990 prezydent Opola.

## Życiorys
Jego rodzina wywodziła się z Chodorowa, a po wojnie osiedliła się na Opolszczyźnie. Jeden z jego przodków, Franciszek Berka, był kucharzem na dworze książąt Lubomirskich. Pomiędzy grudniem 1986 a czerwcem 1990 pełnił funkcję ostatniego komunistycznego prezydenta Opola. W trakcie kadencji zdecydował się m.in. na przekazanie budynku Komitetu Wojewódzkiego PZPR na rzecz Instytutu Nauk Ekonomicznych Wyższej Szkoły Pedagogicznej w Opolu. W III RP zajął się działalnością biznesową, przez kilkanaście lat pełnił funkcje dyrektora Banku Przemysłowo-Handlowego w Opolu i Invest-Banku w Poznaniu. Zasiadał w radach nadzorczych spółek z branży rolniczej i ochrony mienia, był także likwidatorem przedsiębiorstwa. Został wspólnikiem w spółce rolniczej Agromapa.